# Sarcorhachis incurva
Sarcorhachis incurva là một loài thực vật có hoa trong họ Hồ tiêu. Loài này được (Sieber ex Schult.) Trel. miêu tả khoa học đầu tiên năm 1927.